# 宇佐美毅 (宮内庁長官)
宇佐美 毅（うさみ たけし、1903年〈明治36年〉12月9日 - 1991年〈平成3年〉1月19日）は、日本の官僚。第2代宮内庁次長、第2代宮内庁長官。従二位勲一等旭日大綬章。クエーカー教徒。宮内庁長官在任中、天皇の政治利用については「政治不関与原則に反するもの」として断じて反対する姿勢を貫いた。

## 来歴・人物
東京生まれ。京城中学校、麻布中学校、弘前高等学校卒業。弘前高校への進学は、山形県米沢出身の父から『郷里に近い弘前へ行って校風を作れ』と命じられたことによるもので、同校第1回生である。東京帝国大学文学部に進学したが、面白くないと感じ、法学部に転じる。
高等文官試験行政科試験合格後、1928年、内務省に入省。千葉県属。栃木県内務部社会課長、同総務部庶務課長、内務大臣秘書官、鳥取県書記官・警察部長、内務書記官・国土局総務課長、同河川課長等を務める。戦後は1946年に東京都教育局長、1948年11月に初代の東京都教育長に就任し、1950年3月まで務めた。その後、東京都住宅協会専務理事。
田島道治初代宮内庁長官に口説かれ、1950年10月、宮内庁次長に就任する。宮内庁次長時代の1953年2月、接収解除貴金属及びダイヤモンド関係事件に関し衆議院行政監察特別委員会に証人喚問された。田島長官の辞任後、田島の後押しや吉田茂首相に請われ、1953年12月、第2代宮内庁長官に就任。1978年5月まで、25年間の長期にわたり在任した。これは歴代宮内庁長官（宮内大臣を含む）のうち最長の在任期間である。
皇太子明仁親王の妃美智子とのご成婚にあたっては、東宮御教育常時参与小泉信三慶應義塾大学塾長、鈴木菊男東宮大夫、黒木従達東宮侍従長、田島道治前長官と奔走した。
その後も、義宮正仁親王、清宮貴子内親王の成婚、吹上御所・皇居宮殿の造営を実現するなどした。、昭和天皇と香淳皇后の外遊にも尽力し、入江相政侍従長や徳川義寛侍従次長らとともに、1971年（昭和46年）のヨーロッパ各国歴訪、1975年（昭和50年）のアメリカ合衆国ご訪問にも随行した。
一方で天皇の政治利用に対しては徹底的にこれを退ける剛直な姿勢を貫いた。例えば1973年（昭和48年）に日米貿易摩擦が深刻化した際は、宇佐美は「こうした折に訪米されるのは結果として天皇の国政参与の疑いを招き、妥当とは言えない」と国会で答弁している。
1975年（昭和50年）10月31日の日本記者クラブによる天皇・皇后への初の記者会見の際に、記者団からの「広島へ原子爆弾が投下されたという事実をどう受け止めているか」という質問に対し、昭和天皇が「この原子爆弾が投下されたことに対して遺憾に思ってはいますが、こういう戦争中であることですから広島市民に対して気の毒であるが、やむをえないことと思います。」と述べた。この反響は大きく、抗議声明を出した原水爆禁止広島県協議会（森滝市郎代表委員）に対し宇佐美は補足として「天皇が原爆投下を肯定する意味あいのご発言ではない。ご自身としてはそれを止めることが出来なかったことを遺憾に思われて、『やむを得なかった』のお言葉になったと思う。第二次大戦の犠牲となった人々、今なお原爆の災禍に苦しむ広島、長崎両市民に心を砕かれておられる両陛下のご真情を理解してほしい」と回答した。宮内庁は以後かなり取材などに対しては事前に厳しい措置をとるようになった。
1991年（平成3年）1月19日、87歳にて死去。墓所は青山霊園 (1イ-1-41)。

## 家族・親族
父宇佐美勝夫は、東京帝国大学文学部・法学部卒業後、内務省に入省。富山県知事などを経て、内務次官、東京府知事などを歴任し、のちに貴族院議員に勅選された。母芳は、大蔵大臣、商工大臣を務めた池田成彬の妹。兄宇佐美洵（うさみ まこと）は、慶應義塾大学卒業後、三菱銀行に入行。頭取を経て日本銀行総裁を務める。
また、従妹の敏（池田成彬の長女）は三菱財閥の3代目総帥・岩崎久弥の次男にあたる元三菱製紙会長・岩崎隆弥に、叔母（母の妹）は元三菱銀行頭取の加藤武男にそれぞれ嫁いでいる。三菱ふそうトラック・バスの元会長・宇佐美隆は毅・洵兄弟の甥にあたる。